# Милутин Мариновић
Милутин Мариновић (Велико Градиште, Аустријско царство, 29. август 1861 — Београд, Краљевина Југославија, 1941) је био српски и југословенски генерал војске.

## Рани живот и образовање
Основну школу и седам разреда гимназије Мариновић је завршио у Београду. У војску је ступио као катед 13. класе Војне академије 1. октобра 1880. године. Дипломирао је 2. августа 1883. године и унапређен у чин пешадијског потпоручника. Већ октобра 1884. године уписао је Вишу школу Војне академије. Његово школовање прекинуо је српско-бугарски рат, иако је курсеве успешно завршио 1887. Исте године, као државни катед, упућен је на једногодишњу обуку у Руску Империју, где је служио у јединицама Петроградског гарнизона и похађао наставу у официрској школи у Орајенбауму, западно од Санкт Петербурга.
По завршетку Војне академије, најпре је постављен за водника у Дунавском пешадијском пуку. На овој дужности био је кратко, јер је Вишу школу Војне академије почео да похађа октобра 1884.

## Војна и политичка каријера
Због рата са Бугарском напушта школовање, а септембра 1885. постављен је за вршиоца дужности командира чете у 4. пешадијском пуку. Са том јединицом је учествовао у ратним дејствима против Бугарске. Током 1886. и 1887. године наставио је школовање које је раније прекинуо. По завршетку школовања, јуна 1887. године, враћен је за наредника у Дунавски пешадијски пук. По повратку са школовања у Русији, октобра 1888. године, постављен је за наредника у кадетској чети Војне академије. Јануара следеће године постаје професор на Војној академији за предмете Правила службе и Пешадијска стрељачка правила.
Од 24. октобра 1891. до 1. јуна 1894. године био је на припремама за генералштабног официра, од 1891. до краја 1893. године био је у Главном генералштабу, а 1894. године у Генералштабном одељењу Генералштабног одељења Министарства рата. У трупу се вратио од 1. јуна 1894. године, прво као вршилац дужности, а потом и командант 3. гардијског батаљона. На тој дужности је био до 17. октобра 1897. године, од када је био на челу Пешадијске подофицирске школе до 1. фебруара 1898.
За вршиоца дужности команданта 14. пешадијског пука постављен је 1. фебруара 1898. године, а 21. марта је постављен за вршиоца дужности начелника штаба Команде Дунавске дивизијске области. У 2. пешадијском пуку, прво, од 20. јуна 1899. био је вршилац дужности команданта, а од 9. марта 1900. командант. После премештаја у генералштабну струку, августа 1900. године постављен је за начелника Унутрашњег одељења Оперативног одељења Генералштаба. На тој дужности био је до 19. априла 1902. године, а за то време био је и уредник часописа „Ратник“. Потом је постављен за вршиоца дужности команданта Тимочке пешадијске бригаде.
Био је војни изасланик у Петрограду од 10. јануара до 29. јуна 1903. године. Иако се кратко задржао у Русији, успео је да добије на поклон од руске владе и цара 10.000 пушака марке Бердан са по 300 метака, којима је српска војска успела да попуни наоружање његовог другог позива. По повратку из иностранства по други пут постаје вршилац дужности команданта Тимочке пешадијске бригаде.
Већ октобра 1903. године премештен је на дужност вршиоца дужности начелника Оперативног одељења Главног генералштаба, а крајем исте године постаје члан комисије за нови Закон о уређењу војске. У трупу се вратио 1904; од 30. априла био је командант 19. пешадијског пука, а од 31. марта 1905. године био је на истом положају у 1. пешадијском пуку. Први пут је био пешадијски инспектор од септембра 1906. до марта 1908. године. Од тада до марта 1909. био је командант Шумадијске дивизијске области, а октобра 1909. поново је постављен за пешадијског инспектора. Са ове функције, 11. октобра 1909. године, постављен је за министра рата у Влади Николе Пашића. Као министар рата извршио је све зајмове које је Народна скупштина изгласала за наоружање и војну готовост, наоружао пешадију митраљезима и отворио пешадијску стрељачку школу.
Он је поднео оставку на место министра 4. марта 1910. године. За команданта Дунавске дивизијске области постављен је 30. маја 1910, а за пешадијског инспектора, трећи пут, 6. марта 1911. године. На тој функцији је био до 5. септембра 1912, када је постављен за команданта Тимочке дивизијске области. Ову дужност обављао је само десет дана. По избијању Првог балканског рата био је у Врховној команди, а потом је 12. октобра 1912. године постављен за команданта места у Скопљу.
У рату 1913. од фебруара је био командант Друге шумадијске дивизије. Поново је био пешадијски инспектор од августа 1913. до јуна 1914. године. Све те године, осим када је био министар, био је и судија Војно-дисциплинског суда. Средином јуна 1914. године, због лошег здравља, одлази на лечење у иностранство. Рат између Србије и Аустроугарске затекао га је у аустријској бањи Карлове Вари. По повратку у Србију ухапшен је у Бечу и интерниран. Био је интерниран до краја 1918. године. За шефа Војне мисије у Бечу постављен је 1919. године. На тој функцији је био до средине 1920. када је отпуштен, стављен на располагање и пензионисан 1921.
Своја искуства на ратишту Мариновић је писао и за војни лист Ратник.

## Смрт
Умро је 1941 у Београду и сахрањен на Новом гробљу у Београду. Имао је 80 година.

## Унапређења
Био је унапређен у рангове:
- Десетар, 1. мај 1881;
- Поднаредник, 1. септембар 1881;
- Наредник, 1. септембар 1882;
- Млађи поручник, 2. август 1883;
- Поручник, 22. фебруар 1887;
- Капетан друге класе, 22. јануар 1891;
- Капетан прве класе, 26. септембар 1893;
- Мајор, 22. фебруар 1896;
- Потпуковник, 22. фебруар 1900;
- Пуковник, 6. март 1905;
- Генерал, 1. новембар 1913.

## Одликовања и награде
- Орден Карађорђеве звезде са мачевима 4. реда,
- Орден Карађорђеве звезде 4. реда,
- Орден белог орла 4. и 5. реда,
- Орден Таковског крста 3. и 4. реда,
- Златна медаља за храброст
- Споменица Краљу Петру 1.
- Споменице ратова 1885. и 1912–1913.

Страна одликовања:
- Орден Светог Станислава са лентом 1. реда (Русија)
- Легија части 4. реда, (Француска)
- Орден официрског крста са звездом (Шпанија)
- Крст за војне заслуге, официрски крст са звездом (Шпанија)